# Пьяные птицы, весёлые волки
«Пьяные птицы, весёлые волки» — книга российского писателя Евгения Бабушкина, лауреата премии «Дебют». Опубликована в 2020 году в редакции Елены Шубиной издательства «АСТ».
В сборник вошли сказки, притчи и пьесы о «современных чудаках». Книга вошла в шорт-лист премии Андрея Белого.

## Отзывы
Книгу высоко оценил писатель и сценарист Денис Осокин:
Я вроде как умею ходить по земле. И то, что мне нужно и помогает в работе моих навигационных приборов, привык писать сам. Но можно мне, пожалуйста, эту книгу в рюкзак и в сумку?
Критик Сергей Кумыш в РБК пишет, что проза Бабушкина «предназначена для чтения вслух/про себя/по-порядку/с любого места»:
В каждом его тексте –– открывается мир, изобретается язык, возникает литература. Будто бы до ничего не было, а после ничего может не остаться, поэтому очень важно прямо сейчас, репетируя вечность, наречь имена всем скотам и птицам небесным.
Готовность Бабушкина переизобрести литературу отмечает и критик Анастасия Житинская:
Звуки машин и заводов, запахи уличных кафешек и соседствующих помоек сквозят сквозь строки этой книги. Но сами слова, их порядок, ритм — будто новые, не заимствованные. Ведь услышать мир — это одно. В писательстве Бабушкин ставит перед собой другую задачу — не воссоздать по примеру, а сотворить с чистого листа.
Впрочем, кинокритик Лидия Маслова написала на сборник отрицательную рецензию в «Известиях», где сравнилаавтора с Ницше:
Если усатый немец был занят культивированием сверхчеловека, то Бабушкин больше переживает за «недочеловека»